# Toshio Maeda
Toshio Maeda (前田俊夫?) nacido el 17 de septiembre de 1953 en Osaka, Japón. Es un mangaka japonés muy popular, en el género hentai entre los años 1980 y 90. Sus trabajos más conocidos son: La Blue Girl, Adventure Duo, Demon Beast Invasion  y Urotsukidoji. Los trabajos de Maeda presentan con frecuencia a mujeres jóvenes molestadas por monstruos multitentaculares, y se le acredita la proliferación del género conocido como violación por tentáculos.

## Carrera

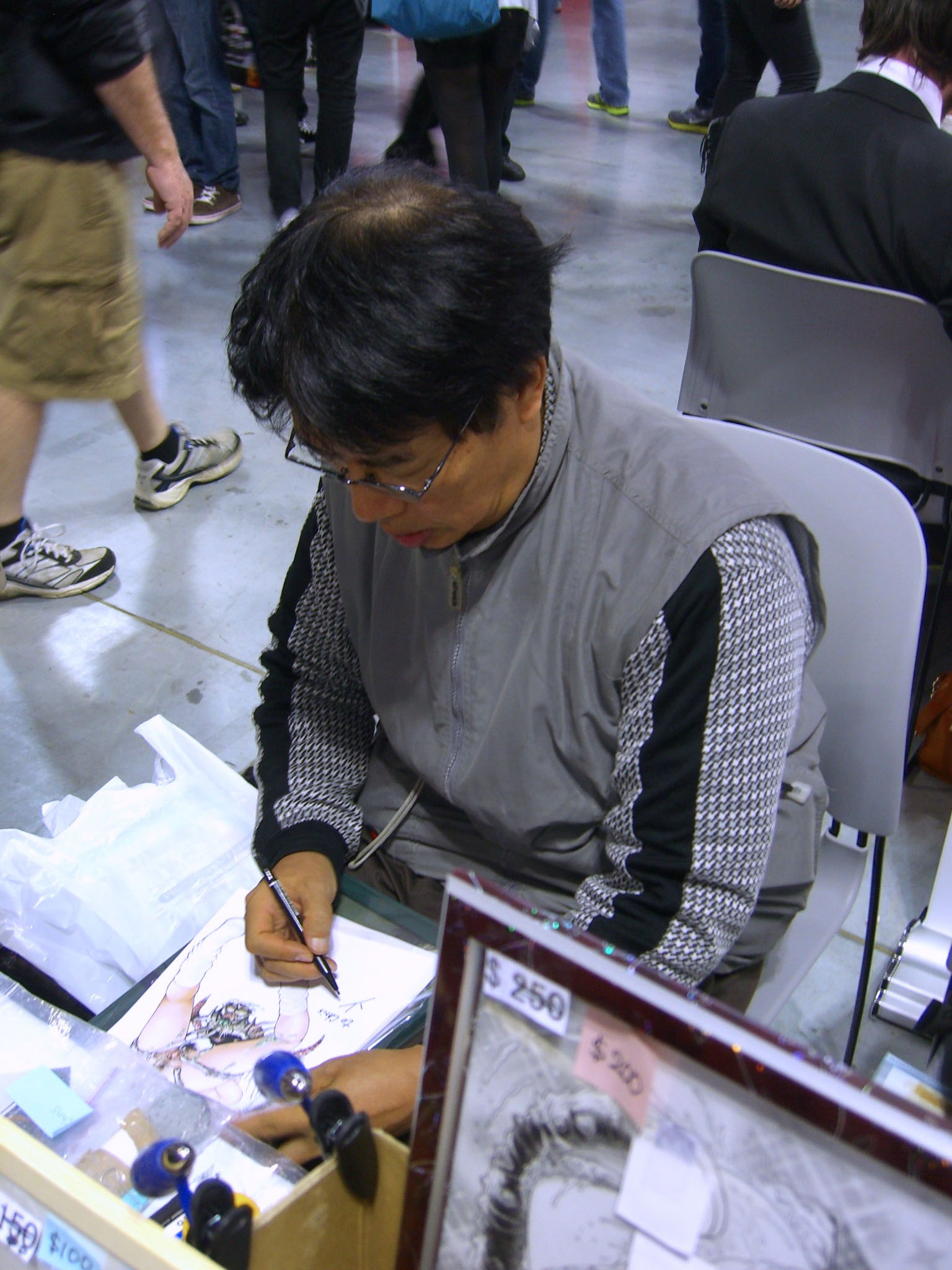
Toshio Maeda en la New York Comic Con 2012

A los 16 años Maeda dejó Osaka para ir a Tokio como asistente de un dibujante profesional. Se interesó mucho por el manga para adultos.
Su obra principal que lo salto a la fama mundial es Urotsukidoji, publicado en 1986 por la editorial Wani Magazine y adaptado a formato OVA en 1989 por Hideki Takayama. Esta obra se extendería varias películas más, años después. Ha afirmado que ningún otro título aparte de Akira ha sido tan influyente en el mercado americano y europeo. Maeda estaba trabajando para una revista para adultos y quería crear algo diferente que las historias eróticas habituales de la vida cotidiana.
A Maeda se le atribuye como pionero moderno de la violación por tentáculos, sobre todo en la reputación de las versiones animadas del manga. Otro manga que hizo y fue adaptado en formato OVA fue "Demon Beast Invasion" muy parecido a la trama anterior, a pesar de que su obra más famosa Urotsukidoji, se acredita como el primer manga de temática violación de monstruos o demonios con tentáculos hacia las mujeres, fue sólo en la versión anime que los personajes monstruosos con tentáculo de temática violenta, ha sido publicado con gran éxito. Maeda ha explicado que publicar o mostrar genitales en un manga o arte es ilegal en Japón, los artistas japoneses utilizan cualquier truco que pudieron, para evitar la censura y se podría decir que el tentáculo de una criatura no es un pene.
En 1989, creó otro trabajo inspirado en los Ninjas y los clanes del Japón antiguo, pero al estilo de Maeda y los mismos tentáculos que en sus trabajos anteriores, incluyendo demonios, ninjas, monstruos: La Blue Girl. Publicado por la editorial Leed-sha, y adaptado en formato OVA en 1992, por Kan Fukumoto.
En octubre de 2001. Fue a Estados Unidos, como invitado a un evento masivo llamado "Big Apple Anime Fest" que se realizaba en la ciudad de Nueva York, fue aclamado como el artista más influyente en la temática hentai de Japón, con su obra maestra Urotsukidoji, fue descrito como "la base para todo género erótico-grotesco del anime japonés". Maeda fue el orador principal en el Simposio del Big Apple Anime Fest y presentó una retrospectiva de todos sus trabajos.
Ese mismo año 2001. Un accidente en moto dejó a Maeda con secuelas limitadas en su mano, pero él continuó utilizando su computador para crear personajes y escribir guiones.
En 2003, Maeda estaba planeando sus contribuciones a una revista hentai, de una mujer japonesa y aprender a mirar el erotismo desde el punto de vista de una mujer. Además del terror erótico, Maeda ha hecho mangas de otros géneros, incluyendo comedia sexual, géneros de temática BDSM, y libros dirigidos a los lectores más jóvenes. También a veces diseña robots mecha.
En septiembre de 2010, Toshio Maeda ha abierto su sitio web oficial, bautizado como "Club Tentacle", donde los usuarios o fanes pueden registrarse y ver sus trabajos por una pequeña cuota mensual de 500 yenes. Maeda también ha hecho la oportunidad a disposición del público a venir a quedarse en su apartamento y tener la oportunidad de hablar de manga, anime y de Japón, en general, con él, con una cerveza por un módico precio, junto con un recorrido de Akihabara, tierra de otakus.
En octubre de 2016, Maeda visitó España, siendo invitado al XXII Salón del Manga de Barcelona. Su visita al Salón coincidió con el lanzamiento del primer tomo del manga de Urotsukidoji por parte de Yowu Entertainment, y en su stand, donde realizó una sesión de firmas, también se vendía merchandising, desde camisetas de obras de Maeda hasta ilustraciones y manuscritos suyos originales.

## Trabajos publicados
- Kaiten Arashi - (開店荒らし, Kaiten Arashi)
- Ashita-e Kick Off - (明日へキックオフ, Ashita-e Kick Off) (1977), Hit Comics, 1 volume
- Evil Spirit Island - (悪霊島, Akuryô Shima) (1981), Action Comics, 2 volumes
- Trap of Desire - (欲望の罠, Yokubô no Wana) (1982), Comic Pack, 1 volume
- Dance of Desire - (欲望の輪舞, Yokubô no Rinbu) (1983), Comic Pack, 1 volume
- Hell's Kiss - (地獄のキッス, Jigoku no Kiss) (1983), Joy Comics, 1 volume
- Banquet of Desire - (欲望の狂宴) (1984), Comic Pack, 1 volume
- Apocalypse of Desire - (欲望の黙示録, Yokubô no Mokushiroku) (1986), Comic Pack, 1 volume
- Urotsukidoji - (うろつき童子, Urotsukidoji) (1986), Wani Magazine Comics, 6 volumes
- Fuuun Kurozukin - (風雲黒頭巾, Fuuun Kurozukin) (1987), 3 volumes
- Trap of Blood - (血の罠, Chi no Wana) (1987), 6 volumes
- Habu Ga Iku - (HABUが行く, Habu Ga Iku) (1987), Wani Magazine Comics, 2 volumes
- Adventure Kid - (アドベンチャーKID, Adventure Kid) (1988), Wani Magazine Comics, 4 volumes
- Nightmare Campus - (外道学園 Black Board Jungle, Gendô Gakuen Black Board Jungle) (1988), Tsukasa Comics, 1 volume
- Dream-Realm Child - (夢宙チャイルド, Yumechô Child) (1988), Tatsumi Comics, 1 volume
- Legend of the Superbeast - (超獣伝説, Chôkedamono Densetsu) (1988), Million Comics, 1 volume
- Meat Man Go! - (肉マンでゴー, Niku Man De Gô), (1988), Wani Books, 2 volumes
- Ogre Hunting - (鬼狩り, Oni Gari) (1988), Pyramid Comics, 1 volume
- Demon Beast Invasion - (妖獣教室, Yôjû Kyôshitsu Gakuen) (1989), 2 volumes
- La Blue Girl - (ラ・ブルー・ガール, La Blue Girl) (1989), Suberu Comics
- Injû no Tenshi - (淫獣の天使, Injû no Tenshi) (1989), Mens Comics, 1 volume
- Wicked Sword Necromancer - (邪聖剣ネクロマンサー, Yokoshima Seiken) (1989), Takarajima Comics, 1 volume
- Mado Senshi - (魔童戦士, Mado Senshi) (1990), Tatsumi Comics, 1 volume
- Hajikareta Hôkago - (弾かれた放課後, Hajikareta Hôkago) (1990), 1 volume
- Okkake Datenshi - (おっかけ堕天使, Okkake Datenshi) (1990), Gekiga King Comics, 1 volume
- Kikô Jinruiten BODY - (機甲人類伝BODY, Kikô Jinruiten BODY) (1991), Wani Magazine Comics, 2 volumes
- Magical Sisters - (魔ジカル姉妹, Magical Shimai) (1991), 1 volume
- New Urotsukidoji - (新うろつき童子, Shin Urotsukidoji) (1993), Action Camera Comics, 2 volumes
- Oni no Kotarô - (鬼の小太郎, Oni no Kotarô) (1993), Suberu Comics, 2 volumes
- Rika to Jirainari - (里香と地雷也, Rika to Jirainari) (1993), Suberu Comics, 1 volume
- Ryakudatsu Toshi - (略奪都市, Ryakudatsu Toshi) (1993), Suberu Comics, 2 volumes
- Korogari - (ころがり釘次女体指南, Korogari) (1996), Core Comics, 4 volumes
- Pleasure Therapist - (快感セラピス, Kaikan Therapist) (1998), Kyun Comics, 1 volume
- Pleasure Salesman - (快楽仕事人, Kairaku Shigotonin) (1999), Suberu Comics DX, 1 volume.